# Silvarouvres
Silvarouvres ist eine französische Gemeinde mit 33 Einwohnern (Stand 1. Januar 2022) im Département Haute-Marne in der Region Grand Est. Sie gehört zum Arrondissement Chaumont und zum Kanton Châteauvillain. Zudem ist die Gemeinde Teil des 2003 gegründeten Gemeindeverbands Les Trois Forêts.

## Lage
Die Gemeinde Silvarouvres liegt an der Aube, rund 59 Kilometer südöstlich von Troyes und 27 Kilometer westsüdwestlich der Kleinstadt Chaumont im Westen des Départements Haute-Marne an der Grenze zum Département Aube. Die Gemeinde besteht aus dem Dorf Silvarouvres und ist weitflächig von Wald bedeckt.
Nachbargemeinden sind Laferté-sur-Aube im Norden, Pont-la-Ville im Nordosten, Châteauvillain im Südosten, Dinteville im Süden, Lanty-sur-Aube im Südwesten sowie Villars-en-Azois im Westen.

## Geschichte
Bis zur Französischen Revolution lag Silvarouvres innerhalb der Bailliage de Chaumont. Die Gemeinde gehörte von 1793 bis 1801 zum Distrikt Chaumont. Seit 1801 ist sie Teil des Arrondissements Chaumont. Von 1793 bis 1801 war der Ort dem Kanton Laferté-sur-Aube zugeteilt. Seit 1801 liegt die Gemeinde innerhalb des Kantons Châteauvillain (bis 1814 Ville-sur-Aujon genannt).

## Bevölkerungsentwicklung
| Jahr                       | 1962 | 1968 | 1975 | 1982 | 1990 | 1999 | 2006 | 2012 | 2019 |
| Einwohner                  | 113  | 104  | 56   | 69   | 61   | 54   | 49   | 45   | 36   |
| Quellen: Cassini und INSEE |      |      |      |      |      |      |      |      |      |

## Sehenswürdigkeiten
- Kirche Saint-Félix-Saint-Augebert, hauptsächlich aus dem 18. und 19. Jahrhundert
- mehrere Lavoirs
- Denkmal für die Gefallenen[1]